# 科兹马东布尧
科兹马东布尧（匈牙利語：Kozmadombja）是匈牙利佐洛州所辖的一个村，总面积7.63平方公里，总人口59，人口密度7.7人/平方公里（2010年1月1日）。